# Дэвиссон (лунный кратер)
Кратер Дэвиссон (лат. Davisson) — большой ударный кратер в южном полушарии обратной стороны Луны. Название присвоено в честь американского физика, лауреата Нобелевской премии по физике 1937 года, Клинтона Джозефа Дэвиссона (1881—1958) и утверждено Международным астрономическим союзом в 1970 г. 

## Описание кратера

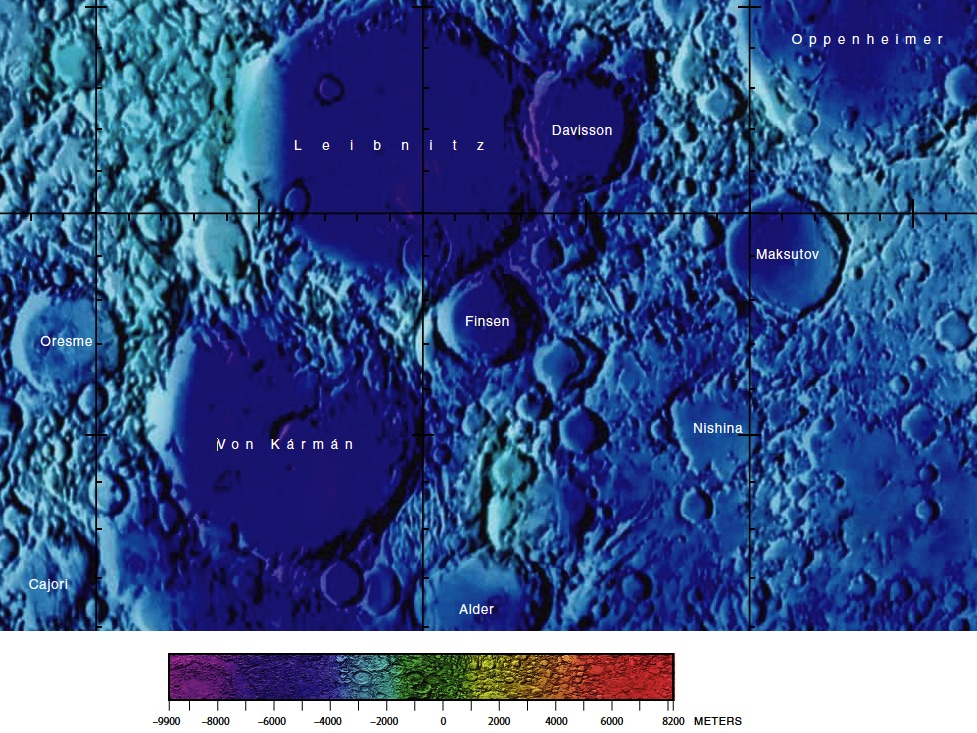
Окрестности кратера Дэвиссон. Фрагмент карты обратной стороны Луны.

Кратер Дэвиссон перекрывает восточную часть вала огромного кратера Лейбниц. Другими ближайшими соседями кратера являются огромный кратер Оппенгеймер на востоке-северо-востоке; кратер Максутов на юго-востоке и кратер Финсен на юге-юго-западе. Селенографические координаты центра кратера 37°56′ ю. ш. 174°58′ з. д. / 37,93° ю. ш. 174,97° з. д., диаметр 92,5 км, глубина 2,8 км.
Кратер имеет полигональную форму и умеренно разрушен. Кромка вала несколько сглажена. Внутренний склон вала сохранил следы террасовидной структуры, особенно заметные в западной части склона. Высота вала над окружающей местностью достигает 1400 м , объем кратера составляет приблизительно 7 200 км³. Дно чаши затоплено лавой, ровное, в южной части находится приметный чашеобразный кратер. Над поверхностью чаши выступает вершина центрального пика несколько смещенного к юго-западу от центра чаши.

## Сателлитные кратеры
Отсутствуют.

## См.также
- Список кратеров на Луне
- Лунный кратер
- Морфологический каталог кратеров Луны
- Планетная номенклатура
- Селенография
- Минералогия Луны
- Геология Луны
- Поздняя тяжёлая бомбардировка